# Mama Koite Doumbia
Mama Koite Doumbia (Malí, 1950) es una activista maliense defensora de los derechos de las mujeres africanas y la paz.
Profesora de Historia y de Geografía, inspectora de Juventud y Deportes, sindicalista, ha militado en numerosas organizaciones y redes en defensa de los derechos humanos, de los derechos de las mujeres y la lucha contra la violencia de género.
De 2004 a 2009 fue presidenta local de FEMNET- Mali (MUSONET) y de 2009 a 2010 Presidenta de FEMNET.
En 2006 se incorporó a la red Género en Acción, organización de la que fue vicepresidenta de 2009 a 2013.
Es miembro del grupo consulto de la Sociedad Civil de ONU Mujeres de África del Oeste y del Centro y vicepresidenta del Consejo Económico de la Unión Africana ECOSOCC representando a África del Oeste.
En la actualidad (2016) es miembro de la Junta Directiva del Fondo Fiducitario en Beneficio de las Víctimas de la Corte Penal Internacional.

## Premios y reconocimientos
- 2005 su nombre fue incluido entre el de las 1000 mujeres propuestas para el Premio Nobel de la Paz
- 2007 premio Minerva del Mérito por la Asociación Italiana It Club delle Donne
- 2011, en el marco de su trabajo en ECOSOCC en favor de la igualdad recibió el premio "Gender Awards"[5]